# Paramesosella plurifasciculata
Paramesosella plurifasciculata là một loài bọ cánh cứng trong họ Cerambycidae.